# Copa América de futsal
La Copa América est la plus importante compétition masculine sud-américaine de futsal entre nations. Créé en 1992, elle est organisée par la CONMEBOL. À ses débuts, cette compétition s’appelle « Championnat de la CONMEBOL » puis la « Taça América » (Coupe d'Amérique) se joue chaque année à partir de 1995 et jusqu'en 1999. En 1996, une édition commune a lieu. Le tournoi est rebaptisé « Copa América » pour réunir les deux épreuves en 2003. Il existe des compétitions équivalentes dans les cinq autres unions continentales de football.
Seules deux nations remporte la compétition. Le Brésil domine largement avec onze sacres en quatorze éditions. L'Argentine remporte les tois autres et perd sept fois en finale. Seuls cinq nations occupent les trois premières places de chaque édition. Le Paraguay et l'Uruguay réussissent à se hisser sur le podium en fonction des années aux côtés des deux premiers cités. Et, le Venezuela monte sur le podium pour la première fois en 2024.
Les dix associations affiliées à la CONMEBOL y participent et les trois premières se qualifient pour la Coupe du monde de la FIFA.

## Histoire

### Genèse
Avant que la CONMEBOL ne mette sur pied une compétition. D'autres tournois internationaux de futsal existent en Amérique du Sud.
Ainsi, le Championnat d'Amérique du Sud de futsal de la FIFUSA voit le jour dès 1965 et a lieu tous les deux ou quatre ans. Un championnat pan-américain est aussi mis en place en 1980 et se déroule tous les quatre puis trois ans.
En 1991, un tournoi pan-américain est mis en place avec les règles de la FIFA.

### Tournoi à quatre (1992-2000)
Le Championnat de futsal de la CONMEBOL 1992 est la première compétition de futsal organisée par la CONMEBOL. Il sert de premières qualifications sud-américaines de l'histoire pour la Coupe du monde 1992.
À partir de 1995, c'est la Taça América qui est disputée chaque année. Seules quatre nations participent lors de cinq des six premières éditions. Le Brésil, l'Argentine, le Paraguay et l’Équateur sont les premières et se classent dans cet ordre. Ensuite, l'Uruguay remplace l’Équateur dans le quatuor chaque année. En 1996, six équipes s'inscrivent à la compétition qui reprend son nom de « Championnat de futsal de la CONMEBOL », qualificatif pour la Coupe du monde 1996. Aux quatre habitués, se rajoutent donc le Chili et le Venezuela.
Le Brésil domine ces premières éditions en remportant les sept premiers tournois. Les deux premiers sont jouées sous forme championnat et les suivantes voient les Brésiliens infliger au moins six buts a=à leur adversaires en finale.
En 2000, le tournoi est à nouveau qualificatif pour la Coupe du monde 2000. Pour la première fois, neuf nations sont présentes.

### Copa América (depuis 2003)
Au début des années 2000, la Taça América et le Championnat de futsal de la CONMEBOL fusionne définitivement, au lieu de s'alterner et forme la « Copa América de futsal ». Pour la première édition en 2003, l'organisation est donnée au Paraguay et l'Argentine met fin à la domination continentale brésilienne contre qui elle s'impose 1-0 en finale.
Le Brésil rebondit avec deux nouveaux sacres en 2008 en Uruguay (qualificatif pour la Coupe du monde 2008) et 2011 en Argentine, chaque fois contre le pays hôte en finale. À partir de 2011, le tournoi ne fait plus office de qualification pour la Coupe du monde, une compétition spéciale étant organiser pour.
En 2015, le Brésil s'incline à nouveau contre les Argentins en Équateur. En 2017, les Auriverdes conquièrent leur dixième titre de champion d'Amérique du Sud, à nouveau sur le sol de son meilleur ennemi argentin, qu'il bat en finale.

## Palmarès

### Par édition
| #  | Année | Lieu             | Vainqueur                                                    | Second                                                       | Troisième                                                    | Participants                                                 | Qualif. CdM                                                  |
| -- | ----- | ---------------- | ------------------------------------------------------------ | ------------------------------------------------------------ | ------------------------------------------------------------ | ------------------------------------------------------------ | ------------------------------------------------------------ |
| 1  | 1992  | Aracaju-SE       | Brésil                                                       | Argentine                                                    | Paraguay                                                     | 4                                                            | oui                                                          |
| 2  | 1995  | São Paulo        | Brésil (2)                                                   | Argentine                                                    | Uruguay                                                      | 4                                                            | -                                                            |
| 3  | 1996  | Niterói          | Brésil (3)                                                   | Uruguay                                                      | Argentine                                                    | 6                                                            | oui                                                          |
| 4  | 1997  | São Leopoldo     | Brésil (4)                                                   | Argentine                                                    | Paraguay                                                     | 4                                                            | -                                                            |
| 5  | 1998  | Joinville        | Brésil (5)                                                   | Paraguay                                                     | Uruguay                                                      | 4                                                            | -                                                            |
| 6  | 1999  | Joinville        | Brésil (6)                                                   | Paraguay                                                     | Argentine                                                    | 4                                                            | -                                                            |
| 7  | 2000  | Foz do Iguaçú-PR | Brésil (7)                                                   | Argentine                                                    | Uruguay                                                      | 9                                                            | oui                                                          |
| 8  | 2003  | Asuncion         | Argentine                                                    | Brésil                                                       | Paraguay                                                     | 10                                                           | oui                                                          |
| 9  | 2008  | Uruguay          | Brésil (8)                                                   | Uruguay                                                      | Argentine                                                    | 10                                                           | oui                                                          |
| 10 | 2011  | Argentine        | Brésil (9)                                                   | Argentine                                                    | Paraguay                                                     | 9                                                            | -                                                            |
| 11 | 2015  | Équateur         | Argentine (2)                                                | Paraguay                                                     | Brésil                                                       | 9                                                            | -                                                            |
| 12 | 2017  | Argentine        | Brésil (10)                                                  | Argentine                                                    | Paraguay                                                     | 10                                                           | -                                                            |
| -  | 2019  | Chili            | Suspendu à la suite des manifestations de 2019-2021 au Chili | Suspendu à la suite des manifestations de 2019-2021 au Chili | Suspendu à la suite des manifestations de 2019-2021 au Chili | Suspendu à la suite des manifestations de 2019-2021 au Chili | Suspendu à la suite des manifestations de 2019-2021 au Chili |
| 13 | 2022  | Paraguay         | Argentine (3)                                                | Paraguay                                                     | Colombie                                                     | 10                                                           | -                                                            |
| 14 | 2024  | Paraguay         | Brésil (11)                                                  | Argentine                                                    | Venezuela                                                    | 10                                                           | oui                                                          |

### Par pays
| Nation    | Victoires | Finales | 3e place |
| --------- | --------- | ------- | -------- |
| Brésil    | · 11      | · 1     | · 2      |
| Argentine | · 3       | · 7     | · 3      |
| Paraguay  | -         | · 4     | · 5      |
| Uruguay   | -         | · 2     | · 3      |
| Venezuela | -         | -       | · 1      |

### Bilan par nation
| Nation    | 1992 | 1995 | 1996 | 1997 | 1998 | 1999 | 2000 | 2003 | 2008 | 2011 | 2015 | 2017 | 2022 | 2024 | Participations |
| --------- | ---- | ---- | ---- | ---- | ---- | ---- | ---- | ---- | ---- | ---- | ---- | ---- | ---- | ---- | -------------- |
| Argentine | 2e   | 2e   | 3e   | 2e   | 4e   | 3e   | 2e   | 1er  | 3e   | 2e   | 1er  | 2e   | 1er  | 2e   | 14             |
| Bolivie   | ×    | ×    | ×    | ×    | ×    | ×    | 4e   | Grp  | 8    | Grp  | ×    | 7    | 8    | 9    | 7              |
| Brésil    | 1er  | 1er  | 1er  | 1er  | 1er  | 1er  | 1er  | 2e   | 1er  | 1er  | 3e   | 1er  | 3e   | 1er  | 14             |
| Chili     | ×    | ×    | Grp  | ×    | ×    | ×    | Grp  | Grp  | 10   | Grp  | 5    | 10   | 10   | 6    | 9              |
| Colombie  | ×    | ×    | ×    | ×    | ×    | ×    | ×    | Grp  | 5    | 4e   | 4e   | 5    | 4e   | 8    | 7              |
| Équateur  | 4e   | ×    | ×    | ×    | ×    | ×    | Grp  | Grp  | 6    | ×    | 9    | 8    | 7    | 10   | 8              |
| Paraguay  | 3e   | 4e   | 4e   | 3e   | 2e   | 2e   | Grp  | 3e   | 4e   | 3e   | 2e   | 3e   | 2e   | 4e   | 14             |
| Pérou     | ×    | ×    | ×    | ×    | ×    | ×    | Grp  | Grp  | 7    | Grp  | 8    | 9    | 9    | 7    | 8              |
| Uruguay   | ×    | 3e   | 2e   | 4e   | 3e   | 4e   | 3e   | 4e   | 2e   | Grp  | 6    | 4e   | 5    | 5    | 13             |
| Venezuela | ×    | ×    | Grp  | ×    | ×    | ×    | Grp  | Grp  | 9    | Grp  | 7    | 6    | 6    | 3e   | 9              |
| Total     | 4    | 4    | 6    | 4    | 4    | 4    | 9    | 10   | 10   | 9    | 9    | 10   | 10   | 10   |                |